# Styrian Spirit
Styrian Spirit (voluit Styrian Airways AG) was een Oostenrijkse regionale luchtvaartmaatschappij die haar thuisbasis echter niet alleen in Oostenrijk maar ook in Slovenië had. Het hoofdkwartier stond in Unterpremstätten vlak bij Graz (Steiermark). Directeur was Ing. Otmar Lenz. Op 24 maart 2006 meldde de maatschappij faillissement aan. 
In eerste instantie waren zakenreizigers de grootste doelgroep. Maar na het wegvallen van Ryanair uit Klagenfurt probeerde men ook meer toeristen aan boord te krijgen. 
Styrian Spirit had alleen Canadair-Jets van Bombardier in dienst. Styrian Spirit vloog vanuit Klagenfurt, Graz en Salzburg naar Stuttgart, Zürich, Krakau, Parijs, Maribor, Rome en Berlijn.

## Vloot

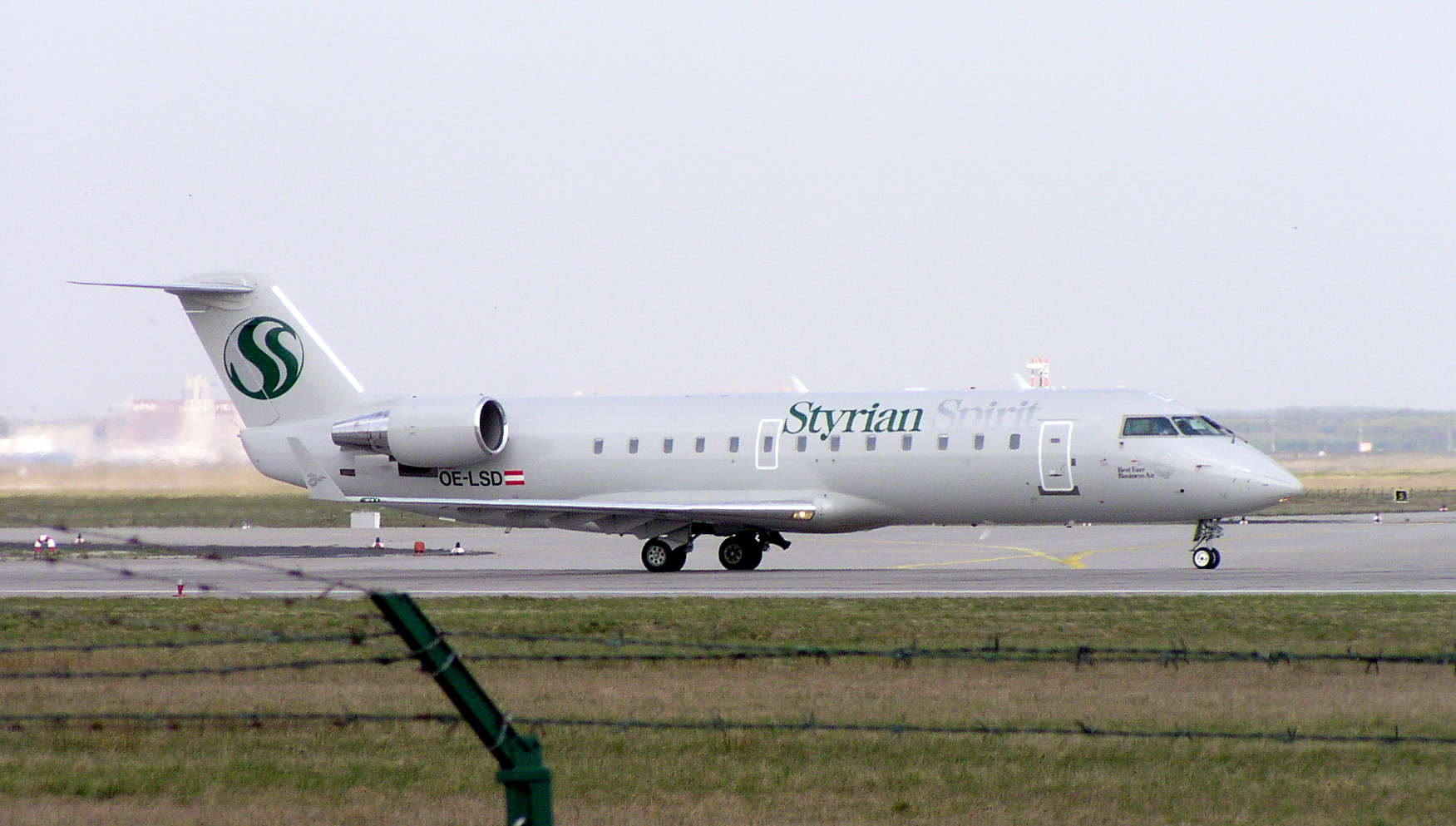
Bombardier CRJ-200 OE-LSD

Styrian Spirit had de volgende vliegtuigen in dienst:
- 4x Bombardier CRJ-200 (OE-LSC, OE-LSD, OE-LSE en OE-LSS)
- 1x Bombardier CRJ-700 (OE-LSF)

Opvallend detail bij Styrian Spirit was dat deze maatschappij in bepaalde plaatsen onder plaatselijke namen vloog, zoals Salzburg Spirit en Slovenian Spirit. Het ging hier om de vliegtuigen met kenteken OE-LSE en OE-LSD.